# Мыглиж
Мыглиж (болг. Мъглиж) — город в Болгарии. Находится в Старозагорской области, входит в общину Мыглиж. Население составляет 3 509 человек.

## Галерея

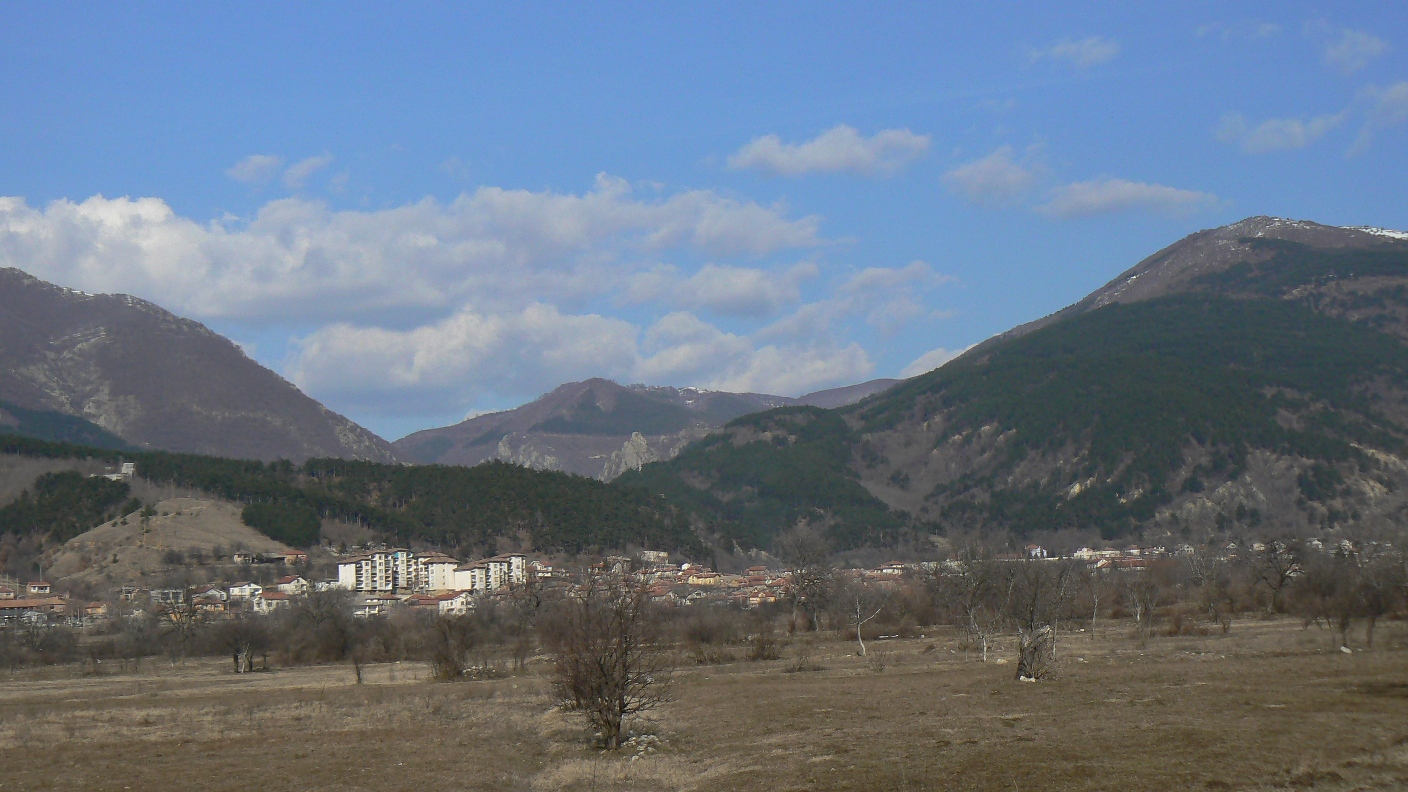
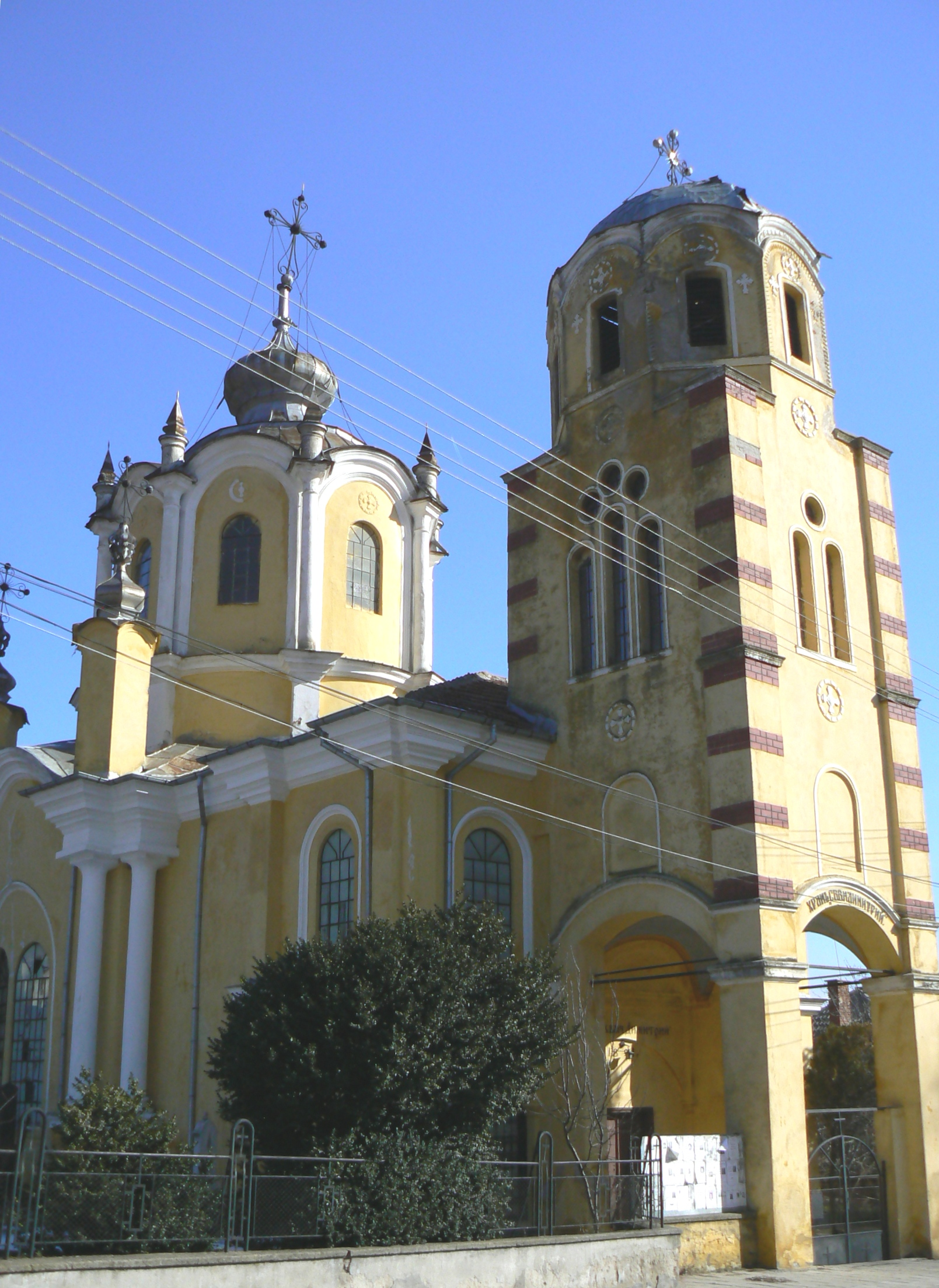

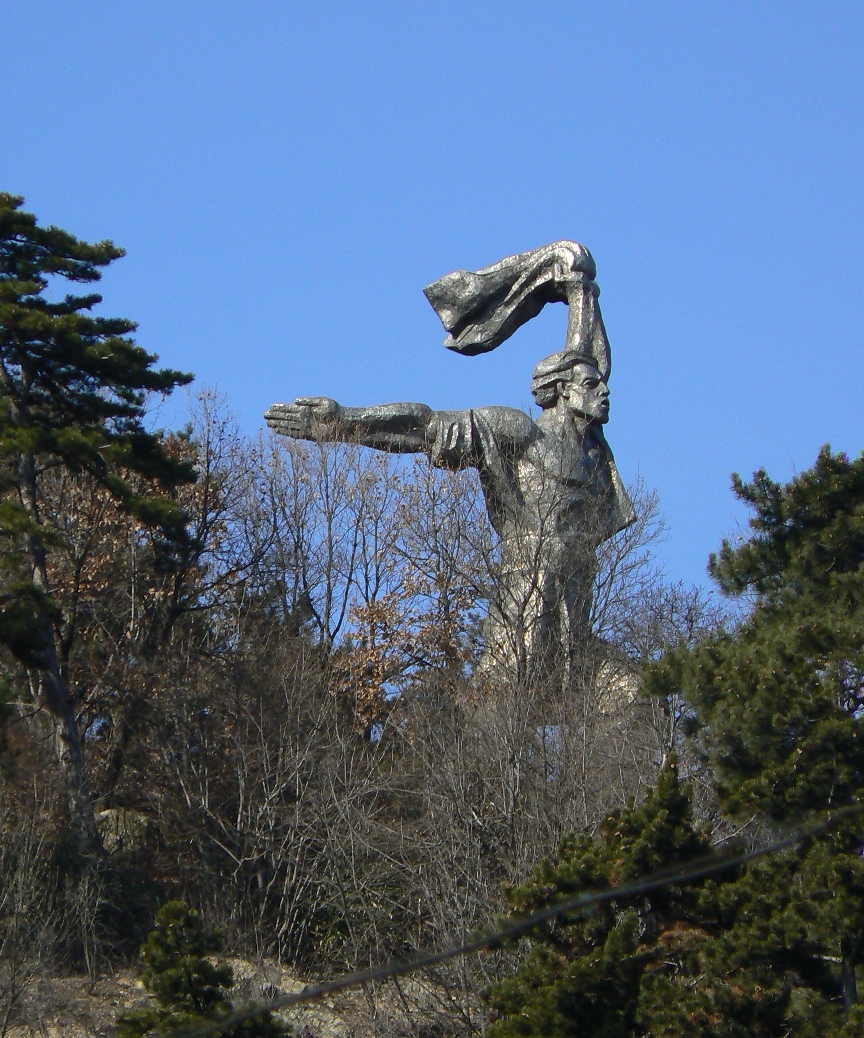

## Достопримечательности
- Этнографический комплекс «Баритe». «Баритe» является прекрасным местом для отдыха — красивые луга, буйный водопад, функционирующая сукновальня. (болг. — бара) Слева от «Барит» находится старинный монастырь «Св. Николая» (Николай Чудотворец), над ним к вершине — природный заповедник «Винишки камък». Любящий Родину болгарин, вкопал в скалы Винишкой скалы икону «Св. Троица». Для самых выносливых, маршрут продолжается до вершины Попък. Согласно легенде там была часовня «Святая Марина», а в скалах на самом верху и сегодня бьёт ключ.

### Музеи
- Мъглиж имеет одну из самых богатых коллекций минералов и полезных ископаемых в Болгарии. Она была передана в дар городу академиком Йовчо Смиловым Йовчевым, родившимся в Мыглиже. Коллекция экспонирована в здании библиотеки.
- Выставка картин художников из Мъглижа и картины на шёлке юных художников города можно увидеть в центре для работы с детьми — в здании кинотеатра на 3-м этаже.

### Природные достопримечательности
- Скачки при Мыглиже.[2] Так называют два водопада, расположенные на реке Селченска (река Мыглижка), которая спускается через горное ущелье над городом. Водопады были объявлены природной достопримечательностью в 1965 году. Водопад «Големия скок» («Большой скачок») находится примерно в 40 минут пешком около страшных скал, тенистых лужаек и водоёмов, после несколькократного пересечения реки. Расположен у подножия Шипченско-Тревненских гор в Средней Старой Планине на высоте 600 м. Высота водопада 15 метров. Водопад «Малкият скок» («Маленький скачок») находится перед «Большим скачком» и представляет небольшой пад с водоёмом.
- Винишки камък (камень) — скальное образование к северу от Мыглижкого монастыря.  На вершине скалы был возведён большой крест, виден издалека. Винишки камень очень подходит для скалолазания. Объявлен заповедником, связанный с христианством.

### Другие
- «Мыглишкая гробница» (могила) — принадлежит к архитектурному стилю могил с куполом. Является памятником культуры национального значения. Летом 1965 года приблизительно в 3 км к западу от города Мыглиж, в связи со строительством промышленного объекта пришлось раскопать фракийский курган высотой 13 метров и диаметром 48 м в основании. Он оказался частью большого некрополя, расположен на большой площади на южных склонах Балкана.
- Памятник погибшим в войнах. Памятник расположен на площади в центре города. Представляет наклонную структуру, облицованную тёмно-серым мрамором и темно-зелёным гранитом. Он разделён на четыре части — три мраморные и на них были имена 166 умерших людей из города в Первой мировой войне (Первая мировая война), Второй Балканской войне (Вторая Балканская война), Балканской войне и Второй мировой войне. На четвёртой части — гранитной, есть рельефный почётный знак и надписи «Болгария, они погибли ради тебя…» и «От благодарных потомков города Мыглижа».
- Мыглижский монастырь — действующий болгарский монастырь на горе Стара-Планина. Монастырь был основан во время Второго Болгарского царства и информации о нём очень мало. Он был ограблен и разрушен несколько раз. Монастырь был восстановлен в последний раз после Освобождения, и здания были восстановлены в стиле Возрождения в 1954 и 1969 годах. Ещё в 16 веке там подготавливали священников для всей Южной Болгарии, была и маленькая школа при монастыре. В эпоху Возрождения была открыта мужская школа, а несколько лет спустя и женская. В 1870 году школа переросла в среднюю школу. В монастыре была большая библиотека, которая сгорела во время русско-турецкой войны 1877—1878 гг. Монастырь был тесно связан с национально-освободительным движением в 19 веке.

С 1922 года, монастырь женский. Сегодня монахини продолжают традицию бывшей школы. Обучают детей вероучению и изобразительному искусству.
- «Горненски град (город)» является одной из самых замечательных крепостей Болгарии с римских времён, которая, к сожалению, была почти полностью разрушена. В настоящее время сохранились остатки стен, на самом деле от Средневековья и достигают высоты 3 метров. Они ограждали площадь в 18000 квадратных метров. Крепость была построена в военных целях, и использовалась для охранения прохода римлянами. Прекращает своё существование в первые годы османского владычества. Расположена на левом берегу реки Мыглиж, к северу от города. До крепости можно добраться по дороге к деревне Селце, около 17 км от центра города Мыглижа.[5][6]

## Регулярные события
Каждый год в Вербное воскресенье жители города Мыглижа отмечают праздник своего города. Организируют общегородские торжества с разнообразной культурной и музыкальной программой.

## Известные уроженцы
- Стефан Гецов (1932—1996) — болгарский актёр.
- Йовче Йовчев (1902 - 1990) - советский и болгарский геолог, глава геологоразведочной службы Болгарии, академик Академии наук Болгарии.